# Sleim Ammar
Sleim Ammar (arabe : سليم عمار), né le 30 juin 1927 à Sousse et mort le 6 novembre 1999 au Plessis-Robinson, est un psychiatre et essayiste tunisien. Il est l'un des fondateurs de la psychiatrie maghrébine.

## Biographie
Né le 30 juin 1927 à Sousse, son cursus éducatif se conclut par un doctorat en médecine obtenu à la faculté de médecine de Paris en 1954. Il devient ensuite professeur honoraire de psychiatrie et psychologie médicale à la faculté de médecine de Tunis en 1984.
Il a dirigé l'Association tunisienne des sciences médicales et a été membre de l'Association des psychiatres du Maghreb français et l'Association internationale pour l'histoire de la médecine[réf. nécessaire]. Il est par ailleurs vice-président de la Société internationale d'histoire de la médecine en 1994.
Sleim Ammar est considéré comme l'un des pionniers de la psychiatrie maghrébine,, et connu pour ses poèmes en français et en arabe. Il est aussi membre correspondant de l'Académie arabe de Damas.[réf. nécessaire]
Ammar meurt le 6 novembre 1999 au Plessis-Robinson.

## Prix et diplômes
- 1966 : Académie de médecine de Paris
- 1973 : Premier prix intermaghrébien de médecine, Tunis
- 1984 : Prix Médecine Maghreb, Paris
- 1986 : Prix national de la vulgarisation scientifique, Tunis
- 1992 : Prix international de psychiatrie de la Fondation Saugstad (partagé), Oslo

## Travaux
- Médecins et médecine de l'Islam, t. 1, Paris, Tougui, 1984, 320 p. (ISBN 978-2736300036)[6].
- Poème de la médecine arabe, Tunis, Alif, 1990, 153 p. (ISBN 978-9973716187).
- Autopsie de la guerre, Tunis, L'Art de la composition, 1992, 168 p. (ISBN 978-9973172563).
- Poème de la folie, Tunis, L'Art de la composition, 1993, 302 p. (ISBN 978-9973173843).
- Ibn Al Jazzar et l'école médicale de Kairouan, Sousse, Faculté de médecine Ibn El Jazzar de Sousse, 1994, 135 p. (ISBN 978-9973174802)[7].
- Itinéraires : 153 poèmes écrits de 1987 à 1993, 1995, 387 p. (ISBN 978-9973175243).
- Problèmes de notre temps : 167 poèmes écrits de 1988 à 1995, Ben Arous, Imprimerie principale, 1996, 479 p. (ISBN 978-9973176493).
- Abû Bekr Er-Razi, Rhazès : le Galien des arabes, 1997, 200 p. (ISBN 978-9973177575).
- Ibn Sina Avicenne : la vie et l'œuvre, Tunis, L'Or du Temps, 1998, 134 p. (ISBN 978-9973757432).
- Trois grands médecins andalous : Ezzahraoui - Ezzahravius, Ibn Zohr - Avenzoar, Ibn Roschd - Averroès, Tunis, À compte d'auteur, 1998, 287 p. (SUDOC 22151886X)[8].